# Séisme de 1980 à El Asnam
 (mars 2019).
Le séisme d'El Asnam, survenu le 10 octobre 1980 à 12 h 25 min 23 s (UTC) à proximité de la ville de El Asnam (aujourd'hui Chlef), est considéré comme le séisme le plus violent jamais enregistré dans la région ouest méditerranéenne (Ms=7.3) depuis l’ère instrumentale. Il a été ressenti sur un rayon de 250 km et son intensité a été estimée à IX (échelle MSK). Des milliers de pertes en vies humaines (2 633 morts) ont été enregistrées, la ville d’El Asnam et ses villages limitrophes ont été détruits.

## Contexte géologique et sismique
La plaque Afrique est en collision continue avec la plaque Eurasie avec une vitesse de rapprochement de l'Afrique par rapport à l'Europe d'environ 5 mm par an et donne du côté de la frontière des plaques des chaines de montagnes, des plis et des failles orientés principalement NE-SO, une direction de raccourcissement NNO-SSE dans l’Atlas tellien. Cette sismicité est localisée sur la frange nord du pays, principalement formée par quatre domaines morpho-structuraux : les hauts plateaux, l’Atlas tellien, l’Atlas saharien et la partie nord de la plateforme saharienne. La fréquence et la magnitude de la sismicité est importante sur l’Atlas tellien. Cette sismicité baisse en se dirigeant vers le sud, avec des séismes modérés dans l’Atlas saharien et la partie nord de la plateforme saharienne,.
Principaux traits de la sismicité de l’Algérie : des structures de compression orientées NE-SO animent principalement l’activité sismique du nord algérien. le long du nord algérien représenté par l’Atlas tellien, les hauts plateaux et l’Atlas saharien ainsi que la partie nord (extrême) de la plateforme saharienne. Les principaux séismes qui se sont produits dans le Nord algérien entre 1980 et 2003 se situent sur des failles inverses (El-Asnam 1980 ; Tipaza, 1989 ; Ain Temouchent, 1999 et Boumerdes, 2003) ou de décrochement (Constantine (Algérie), 1985). Ces failles sont orientées NE-SO.

## Séisme

### Répliques
Plusieurs répliques ont suivi la secousse principale entre le 10 octobre 1980 et le 31 janvier 1981, avec un taux de 600 répliques par jour dont la magnitude était supérieure à 2, parmi lesquelles 50 ont atteint une magnitude supérieure à 4. La plupart d’entre elles ont été localisées par le C.S.E.M. (Centre Sismologique Euro-Méditerranéen) et l’USGS selon les enregistrements des stations mondiales. Parmi les 50 événements, 9 ont été localisés à l’aide du réseau local des stations sismologiques portables, ce qui donne une précision de l’ordre d’un kilomètre sur la position de l’épicentre et de 2 kilomètres sur la profondeur du foyer.

## Conséquences

### Bilan
La région la plus touchée se situe au nord de la ville d'El Asnam. La secousse principale a été ressentie à Alger, la capitale située à 160 km de l'épicentre, ainsi que le long des côtes espagnoles. Le bilan fait état de plus de 5 000 morts et plusieurs milliers de blessés, ainsi que plus de 400 000 personnes sans abri. Plus de 80 % des bâtiments de la ville d'El-Asnam sont devenus inhabitables et la plupart des ponts ont été endommagés.

### Reconstruction
L’effort financier consenti durant la décennie qui a suivi l’année 1980 n’a pas eu le résultat attendu sur le quotidien des populations. La couverture en gaz naturel ne dépasse guère les 35 %, et l’eau potable fait défaut dans beaucoup de localités. De même, l’extension de la région sinistrée, qui devait être orientée vers le sud, selon les spécialistes en la matière, a été déviée vers la plaine et des zones périphériques déjà fortement saturées.
Des efforts colossaux ont été consentis par l’État pour la reconstruction de la ville. Ainsi plus de 4 300 constructions en préfabriqué ont été mises en exploitation. En outre, des dossiers n’ont pas été régularisés, leurs occupants n’ayant pas perçu, pour diverses raisons, l’aide étatique (1 200 000 DA) fixée au titre du programme d’indemnisation des propriétaires de chalets. En se basant sur les chiffres fournis par les services de la wilaya, elle compte près de 18 318 chalets, dont seulement 13 975 avec des dossiers régularisés. Pour les 4 343 chalets restants, les occupants n’ont pas introduit de dossiers à cause de conflits familiaux (entre ayants droit) ou faute d’avoir versé leurs arriérés de location.